# Vauhallan
Vauhallan là một xã ở tỉnh Essonne trong vùng Île-de-France nước Pháp
Theo điều tra dân số năm 1999, dân số xã này là 2.058. Danh xưng cư dân địa phương Vauhallan trong tiếng Pháp là Vauhallanais.